# レコルド・リポルト
レコルド・リポルト (Record Report) はベネズエラの公式シングル・チャート。1990年に始まり、ラジオ放送の回数に応じてランキングがつけられる。
2005年に「ラジオ・テレビの社会的責任に関する法」がベネズエラ音楽を流すラジオ局に課せられた。この法律が成立する以前は、ベネズエラのラジオ局が流す曲のジャンルに制限は無かった。
このチャートはトップ20曲が発表され、購読者には完全なリストが提供される。チャートには「トップ100」「トップ・トラディショナル」「トップ・ラテン」「トップ・サルサ」「全国ポップ・ロック」「一般ポップ・ロック」がある。